# Транскордонна природоохоронна територія

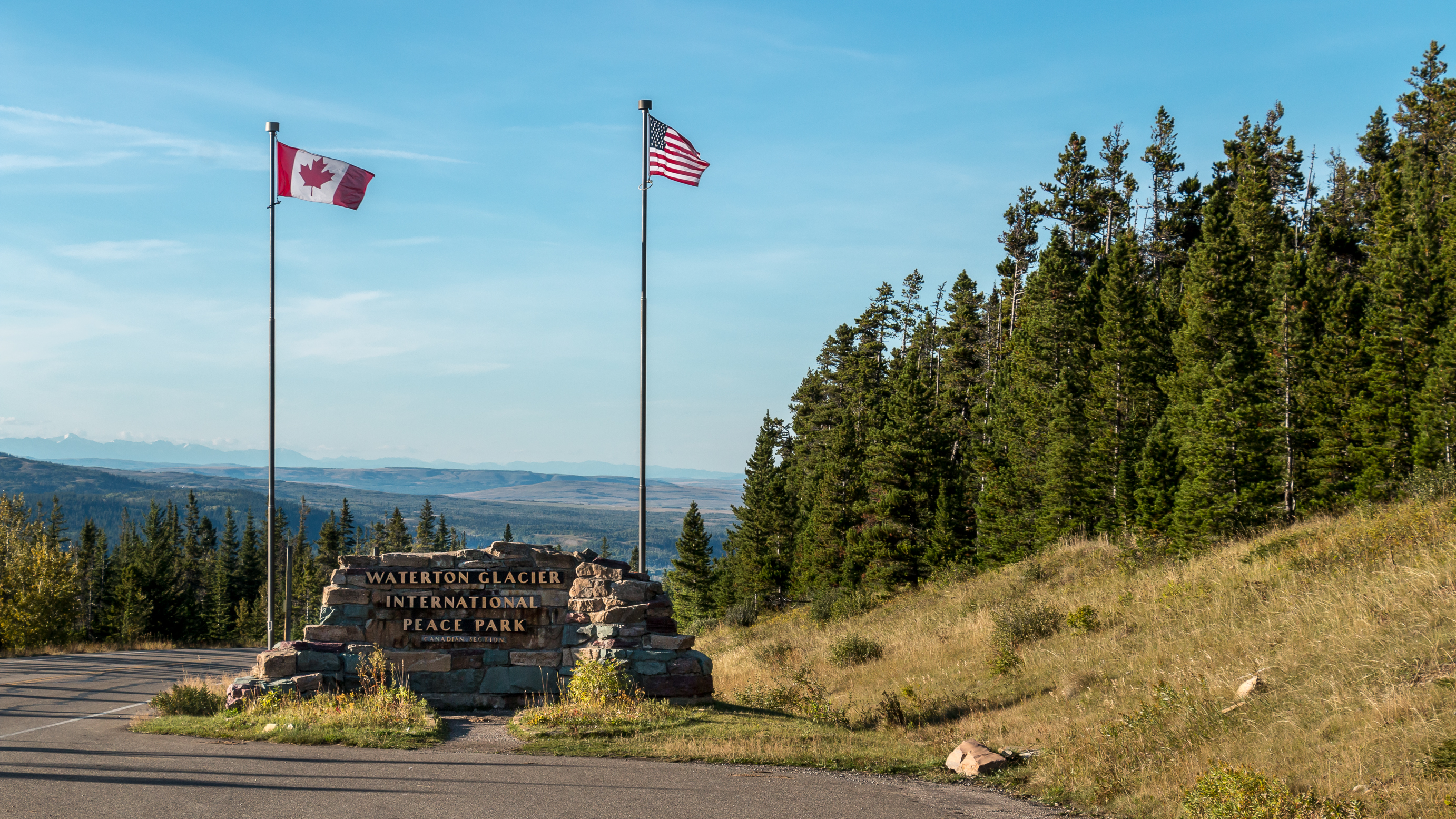
Прапори Канади та Сполучених Штатів у Міжнародному парку миру Уотертон-Глейшер

Транскордонна природоохоронна територія (ТКПТ) — це екологічна природоохоронна територія, яка охоплює межі більш ніж однієї країни або субнаціонального утворення. Такі території також відомі як транскордонні заповідники або парки миру.
ТКПТ існують у багатьох формах у всьому світі і створюються з різних причин. Збереження традиційних моделей міграції тварин, забезпечення достатніх джерел їжі та води для зростання популяції, є важливою причиною для створення ТКПТ. Однак ТКПТ також заохочують туризм, економічний розвиток і доброзичливість між сусідніми країнами, а також полегшують подорожі для корінних жителів цього району. 

## Типи транскордонних природоохоронних територій
ТКПТ існують у різних типах географічної конфігурації, з різними рівнями екологічного захисту та з різними рівнями міжнародного співробітництва. Крім того, різні організації використовують різні визначення ТКПТ. Джулія Мартон-Лефевр широко визначає ТКПТ як «сфери, які передбачають певний ступінь співпраці через один або більше кордонів між (або всередині) країн». Протокол Співтовариства розвитку Південної Африки про збереження дикої природи та правоохоронну діяльність визначає транскордонну природоохоронну територію як «територію або компонент великого екологічного регіону, який охоплює кордони двох або більше країн, охоплюючи одну або більше охоронюваних територій, а також численні ресурси зони використання». Глобальна Мережа Транскордонних Природоохоронних Територій (ГМТПТ) перераховує чотири типи «транскордонних природоохоронних територій»:
- Тип 1: транскордонна природоохоронна територія;
- Тип 2: транскордонний природоохоронний ландшафт та/або морський ландшафт;
- Тип 3: транскордонна природоохоронна міграційна зона; і
- Особливе позначення: парк миру[8].

ГМТПТ визначає транскордонну охоронювану територію як «чітко визначений географічний простір, який включає охоронювані території, які екологічно пов’язані через один або більше міжнародних кордонів і включають певну форму співпраці». ГМТПТ визначає транскордонний природоохоронний ландшафт та/або морський пейзаж як «екологічно пов’язану територію, яка включає як охоронювані території, так і території багаторазового використання ресурсів через один або більше міжнародних кордонів і передбачає певну форму співпраці».
ГМТПТ визначає транскордонну природоохоронну міграційну територію як «оселища диких тварин у двох або більше країнах, які необхідні для підтримки популяцій мігруючих видів і передбачають певну форму співпраці».
ГМТПТ визначає «парк миру» як «будь-який із трьох типів транскордонних природоохоронних територій, який призначений для просування, святкування та/або вшанування миру та співпраці».
У багатьох випадках окремі ТКПТ є частиною ширших міжнародних екологічних або культурних програм. ТКПТ можуть бути об’єктами Всесвітньої спадщини, Рамсарськими водно-болотними угіддями та/або біосферними заповідниками ЮНЕСКО.

## Дивись також
- Природоохоронна територія